# Shivpal Singh
Shivpal Singh (ur. 6 lipca 1995) – hinduski lekkoatleta specjalizujący się w rzucie oszczepem.
Finalista igrzysk azjatyckich (2018). W 2019 roku został wicemistrzem Azji, bez powodzenia startował w mistrzostwach świata, zdobył złoto igrzysk wojskowych oraz srebro igrzysk Azji Południowej. 
Rekord życiowy: 86,23 (22 kwietnia 2019, Doha).

## Osiągnięcia
| Rok  | Impreza                             | Miejsce  | Pozycja           | Wynik |
| ---- | ----------------------------------- | -------- | ----------------- | ----- |
| 2018 | Igrzyska azjatyckie                 | Dżakarta | 8. miejsce        | 74,11 |
| 2019 | Mistrzostwa Azji                    | Doha     | 2. miejsce        | 86,23 |
| 2019 | Mistrzostwa świata                  | Doha     | el. – 24. miejsce | 78,97 |
| 2019 | Światowe wojskowe igrzyska sportowe | Wuhan    | 1. miejsce        | 83,33 |
| 2019 | Igrzyska Azji Południowej           | Katmandu | 2. miejsce        | 84,16 |
| 2021 | Igrzyska olimpijskie                | Tokio    | el. – 27. miejsce | 76,40 |